# 女教師 (ゲーム)
『女教師』（おんなきょうし）は、2002年3月29日にアトリエかぐや TEAM HEARTBEATから発売された18禁アドベンチャーゲームである。2005年7月29日にはキャスティングの全面変更、インターフェースの強化、ハーレムルートの追加などを施した『女教師 DVD EDITION』がリリースされた。

## ストーリー
名門男子学園の颯華学園で通学していた2人の男性生徒がそれぞれの思惑から女教師たちを肉欲の渦に陥れていく。
陵辱ルートでは自分の人生を壊した女教師という存在全てに復讐を誓った、若き復讐鬼の視点で、一方の誘惑ルートでは唯一の理解者を護るという一念のみで自分の身を女教師達に捧げる、内気な生徒の視点でそれぞれ物語が展開する。

## 登場人物

### 主人公
伊達 祐一郎
陵辱ルート主人公。
かつてレイプされていたある女教師を助けるも、レイプ犯たちが権力者の血族であったことから、力関係や圧力などによる報復および後難を恐れた女教師の偽証によってレイプ犯に仕立て上げられ、その無実の罪によって、当時通っていた学校を放校された。
家族や友人達に事実を話しても聞き入れてもらえなかったばかりか絶縁されて孤立させられた末、住んでいた町から追われ、遠く離れた颯華学園に転校せざるを得なくなり、一人暮らしを余儀なくされた。
この一連の出来事以来、女教師に対して深い憎悪を抱き、自分の人生を崩壊させた女教師という存在全てへの復讐を誓う。そして復讐の牙を研ぎながら、実行の時を待ち続けていた。
このルートでは上述の経緯から、いわゆるハッピーエンドが存在しない。
水樹 浩巳
誘惑ルート主人公。
内気で病弱さから比較的年齢が幼く見られる容姿をしていることが原因で、全校生徒からいじめの対象にされている。
唯一の理解者である朝倉理奈を失脚させようとする女教師達から理奈を護るため、己の身を捧げる決意を固める。
このルートでは理奈をメインヒロインとして進行する。

### 女性
結城 歌穂（ゆうき かほ）声：木村あやか（DVD版）
英語教師。校長の娘で世間知らずという典型的お嬢様。一見すると優しく穏和な理想的な教師ではあるが、その本性は冷酷残忍で自分の思い通りにならない生徒を劣等生としてゴミ扱いする。男性経験は全く無い。理奈を嫌っており、理奈を失脚させようと目論む。
藤堂 炎之華（とうどう ほのか）声：このかなみ（DVD版）
化学教師。クールで完璧主義。化学以外に興味がないので学生には突き放した態度を取る。妹の水魂都が苦しむ不治の病から彼女を助けるための研究を密かに進めている。女性教師陣の中では例外的に理奈と良好な関係にある。
長沢 麻美（ながさわ あさみ）声：紫苑みやび（DVD版）
数学教師。人妻。学生に厳しく少しヒステリックなところのある女教師。夫とはうまくいっていないらしく、性的に欲求不満である。実は子供が一人いたが、病気で早世している。歌穂同様に理奈を嫌っており、理奈の失脚を目論む。
篠原 奈緒（しのはら なお）声：野神奈々（DVD版）
社会科教師。かつて祐一郎の家庭教師をしていたが、そのときから彼と関係を持ち、奴隷として調教されていた。家庭教師を辞めその関係も一度は終わったものの、祐一郎の通う学園に教師として赴任してきたことで（復讐鬼と化した祐一郎の「奴隷」として）再び関係を持つようになる。
実際に関係を持ったのは祐一郎が母を亡くした時の暴走によるものだったが、奈緒自身も次第に佑一郎への好意と愛情を自覚していた。だが、彼の変貌の要因までは知らなかった。
朝倉 理奈（あさくら りな）声：西田こむぎ（DVD版）
保健の先生。清楚で親しみやすい学生たちの良き理解者だが、歌穂と麻美からは嫌われている。 浩巳の病気のことを学内で唯一知っている人物で、彼が頼ることのできるただ一人の女性でもある。浩巳ルートでのメインヒロイン。
藤堂 水魂都（とうどう みこと）声：かわしまりの（DVD版）
炎之華の妹で病弱。ある事件を契機に病床に伏せることになり、現在も入院中。感情を表に出さない。
それぞれのルートで扱いが変わり、祐一郎ルートでは炎之華を屈服させるための人質、浩巳ルートでは裏のヒロインとなる。

## アニメ
Milkyによってアダルトアニメが制作されている。ここでは祐一郎を実質的な主人公にして、物語が展開する。
- 女教師 一時限目 社会科「泣かぬなら 犯してしまえ ホトトギス」2002年12月25日
- 女教師 二時限目 数学科「恥辱×快楽＝肉欲の餌食」2003年3月25日
- 女教師 三時限目 化学科「ケダモノたちの実験道具」2003年8月25日
- 女教師「THE BEST」2004年7月25日

### キャスト
- 伊達祐一郎：隼ジョー
- 水樹浩巳：紫月澄人
- 結城歌穂：田所有里
- 藤堂炎之華：スーザン
- 長原麻美：岬ゆうか
- 篠原奈緒：朝霧紫
- 朝倉理奈：長崎みなみ
- 藤堂水魂都：榊るな
- 軍平：上下左右

## 小説
- 『女教師』（著：卯月あみ、出版：ハーヴェスト出版）
- 『女教師2』（著：卯月あみ、出版：ハーヴェスト出版）

無印は水樹、2は伊達のストーリーになっている。